# 蕭通理
蕭通理（520年代—550年11月20日），字仲宣，南梁南康简王蕭绩第二子，梁武帝蕭衍之孫。
蕭通理官至太子洗马，封祁阳縣侯，食邑五百戶。
太清二年（548年），侯景圍攻京城建康，蕭通理之兄南康王蕭會理領軍入援。太清三年（549年），蕭會理尚未到達建康時，建康已被侯景攻陷。侯景派遣前任临江太守董绍先拿梁武帝的手敕召見蕭会理，蕭会理的僚佐都劝他拒絕董绍先。蕭会理沒有聽勸，前往建康。大宝元年（550年），侯景前往晋熙，蕭會理与柳敬礼趁机起兵，結果失敗。十月壬寅（11月20日），蕭會理被侯景所殺。蕭通理也同時被殺。